# Clube de Desportos Costa do Sol
Le Clube de Desportos Costa do Sol est un club omnisports mozambicain basé à Maputo.

## Historique
- 1955 :Fondation du club sous le nom de Sport Lourenço Marques e Benfica
- 1976 : le club est renommé Sport Maputo e Benfica
- 1978 : le club est renommé Clube de Desportos Costa do Sol

## Palmarès

### Basket-ball

#### Section féminine
- Coupe d'Afrique féminine des clubs champions de basket-ball
  - Finaliste : 2022.

### Football

#### Section masculine
- Championnat du Mozambique (10)
  - Champion : 1979, 1980, 1991, 1992, 1993, 1994, 2000, 2001, 2007, 2019
- Coupe du Mozambique (13)
  - Vainqueur : 1980, 1983, 1988, 1992, 1993, 1995, 1997, 1999, 2000, 2002, 2007, 2017, 2018
  - Finaliste : 1981, 2005, 2009, 2012
- Supercoupe du Mozambique (9)
  - Vainqueur : 1994, 2000, 2001, 2002, 2003, 2008, 2018, 2019, 2020
  - Finaliste : 1992, 2010

#### Section féminine
- Championnat du Mozambique (3)
  - Champion : 2019, 2022 et 2024
  - Vice-champion : 2018 et 2023
- Ligue nationale (3)
  - Champion : 2014, 2015-2016, 2017